# Borje
Borje je naselje blizu Šentlamberta v Občini Zagorje ob Savi.